# Lueng Tuha
Lueng Tuha is een bestuurslaag in het regentschap Aceh Utara van de provincie Atjeh, Indonesië. Lueng Tuha telt 283 inwoners (volkstelling 2010).